# Lijst van voetbalinterlands Barbados - Saint Kitts en Nevis (vrouwen)
Deze lijst van voetbalinterlands is een overzicht van alle officiële voetbalinterlands tussen de nationale vrouwenteams van Barbados en Saint Kitts en Nevis. De landen hebben tot nu toe één keer tegen elkaar gespeeld.

## Wedstrijden
| № | Plaats   | Datum         | Competitie        | Wedstrijd                       | Uitslag |
| - | -------- | ------------- | ----------------- | ------------------------------- | ------- |
| 1 | Barbados | 14 maart 2010 | Vriendschappelijk | Barbados − Saint Kitts en Nevis | 2 − 0   |

## Samenvatting
| Competitie        | Totaal gespeeld | Winst Barbados | Gelijk | Winst Saint Kitts en Nevis | Doelsaldo Barbados – Saint Kitts en Nevis |
| ----------------- | --------------- | -------------- | ------ | -------------------------- | ----------------------------------------- |
| Vriendschappelijk | 1               | 1              | 0      | 0                          | 2 − 0                                     |
| Totaal            | 1               | 1              | 0      | 0                          | 2 − 0                                     |